# Google Apps Script
Apps Script — платформа сценариев, разработанная Google для разработки легких приложений на платформе Google Workspace . Google Apps Script изначально был разработан Майком Хармом как побочный проект во время работы над Google Sheets. Впервые о Google Apps Script было публично объявлено в мае 2009 года, когда Джонатан Рошель, тогдашний менеджер по продукту Google Docs, объявил о программе бета-тестирования. В августе 2009 года Google Apps Script стал доступен всем клиентам Google Apps Premier и Education Edition. Он основан на JavaScript 1.6, но также включает некоторые части версий 1.7 и 1.8, а также подмножество API ECMAScript 5. Проекты Apps Script выполняются на стороне сервера в инфраструктуре Google. По словам Google, Apps Script «обеспечивает простые способы автоматизации задач в продуктах Google и сторонних сервисах». Apps Script также является инструментом, обеспечивающим работу надстроек для Google Docs, Google Sheets и Google Slides.
Облачная платформа JavaScript, которая позволяет интегрировать и автоматизировать задачи в продуктах Google.
С помощью Google Apps Script можно создавать настраиваемые формы с обработкой данных, автоматизировать создание отчетов и документов, разрабатывать дополнения и плагины для сервисов Google, создавать веб-приложения и даже собственные интерфейсы с использованием HTML и CSS.
Google Apps Script изначально был разработан Майком Хармом в качестве побочного проекта, когда он работал разработчиком в Google Таблицах.

## Преимущества
Скрипт Google Apps основан на JavaScript 1.6 и некоторых версиях JavaScript 1.7 и 1.8. Это облачный отладчик для отладки сценариев приложений в веб-браузере. Его можно использовать для создания простых инструментов для внутреннего использования организацией. Его можно использовать для выполнения простых задач системного администрирования. В нем реализована модель поддержки на основе сообщества.

## Ограничения
Google Apps Script имеет некоторые ограничения по обработке данных. Как облачный сервис, Apps Script ограничивает время выполнения пользовательского скрипта, а также доступ к сервисам Google. В настоящее время Google Apps Store не разрешает прямое подключение к внутренним (за брандмауэром) корпоративным базам данных, что является ключом к созданию бизнес-приложений. Однако это можно преодолеть с помощью службы JDBC, если разрешены подключения с серверов Google к внутреннему серверу базы данных. Аналогичным образом, отсутствие других подключений, таких как LDAP, ограничивает уровень, до которого GAS может использоваться на предприятии. Из-за облачной природы Apps Script функции, связанные с датой и временем, будут выдавать результаты, которые кажутся неверными из-за пересечения данными часовых поясов. Использование объектов и функций даты и времени без точного указания и тщательного тестирования может привести к неточным результатам.

## Дополнения
В марте 2014 года Google представила дополнения для Docs и Sheets (вскоре за ними последовали Forms). Магазины дополнений позволяют пользователям добавлять дополнительные функции в редакторы Google, такие как объединение почты, рабочие процессы и построение диаграмм. Все дополнения либо на 100% созданы с помощью Apps Script, либо просто используют Apps Script для отображения пользовательского интерфейса в редакторах Google, полагаясь при этом на внешний серверный сервер для выполнения некоторых задач. Например, MailChimp, инструмент для объединения почтовых сообщений, имеет надстройку для Google Docs, которая взаимодействует с платформой MailChimp для отправки электронных писем.
До появления дополнений можно было публиковать скрипты для Google Таблиц в галерее скриптов. Когда пользователи устанавливали скрипты через эту галерею, копия кода скрипта Apps устанавливалась на листе пользователя. Благодаря дополнительным функциям исходный код не виден конечному пользователю, и все используют последнюю версию, опубликованную разработчиком. Этот новый подход упрощает поддержку существующего кода и помог убедить несколько компаний, таких как MailChimp или LucidChart, инвестировать в Apps Script.
В рамках выпуска дополнений Google также представила руководство по стилю пользовательского интерфейса и пакет CSS, помогающий разработчикам создавать дополнения, которые плавно интегрируются в редакторы. Каждое дополнение также проверяется Google перед его публикацией, и разработчики могут воспользоваться советами пользователей Google, чтобы улучшить работу с ним. Встраивать рекламу в дополнения невозможно, но их можно монетизировать.